# Parthenocissus chinensis
Parthenocissus chinensis är en vinväxtart som beskrevs av Chao Luang Li. Parthenocissus chinensis ingår i släktet vildvinssläktet, och familjen vinväxter. Inga underarter finns listade i Catalogue of Life.